# 3. Sinfonie (Sibelius)
Die dritte Sinfonie von Jean Sibelius in C-Dur op. 52 aus den Jahren 1904 bis 1907 hat im Gegensatz zu den beiden ersten nur drei Sätze und dauert ca. 28 Minuten. Sie steht stilistisch gesehen zwischen der romantischen Intensität der ersten beiden Sinfonien und der herben Komplexität der späteren Werke. Die Uraufführung fand am 25. September 1907 mit dem Sinfonischen Orchester Helsinki unter Leitung des Komponisten statt. Die erste Schallplattenaufnahme besorgte – wie schon bei den Sinfonien zuvor – der damals berühmte finnische Dirigent Robert Kajanus mit dem London Symphony Orchestra im Jahr 1934.
Barry Millington schrieb 1991 im Beiheft zur Gesamtaufnahme der Sinfonien mit dem Birmingham Symphony Orchestra unter Simon Rattle 1984–88: „Die Orchesterbesetzung unterscheidet sich kaum vom Apparat der Zweiten; indes erzielt die Sinfonie nicht die Wirkung zerklüfteter, romantischer Monumentalität, sondern geschmeidiger klassischer Klarheit.“

## Komposition
Die dritte Sinfonie bildet einen Wendepunkt in Sibelius’ sinfonischem Schaffen. Die beiden ersten Sinfonien waren romantische und ‚patriotische’ Werke. Die dritte zeigt den entschiedenen, fast klassisch zu nennenden Willen, den größten Teil des musikalischen Materials auf möglichst wenige melodische Figuren und Harmonien zu konzentrieren. Diese musikalische Ökonomie wird besonders im ersten Satz deutlich.

## Sätze
- 1. Allegro moderato
- 2. Andantino con moto, quasi allegretto
- 3. Moderato - Allegro ma non tanto

Die Sinfonie beginnt mit einer rhythmischen und deutlich konturierten Melodie in den Celli und Kontrabässen. Dann treten auch die Bläser und die verbleibenden Streicher hinzu. Der C-F♯-Tritonus, der hier und auch in der folgenden Sinfonie eine entscheidende Rolle spielt, wird klar herausgearbeitet und ab Takt 15 besonders betont durch eine rinforzando-Markierung. Eine trällernde, fast volkstümlich klingende Solo-Flöte kündigt einen triumphalen Hornruf an über aufgeregten Streichern bei dem ersten von insgesamt drei musikalischen Höhepunkten des ersten Satzes. Nach diesem stürmischen Teil kommt die gemessene Abgeklärtheit des Anfangs zurück – wieder getragen von den Celli –, aber diesmal gebrochener in einer sostenuto-Weise in h-Moll.
Von jetzt an wird die Musik deutlich ruhiger. Dann wiederholen die Holzbläser die zweite Cello-Melodie über sanften Streicherbewegungen, die den Anfang der Sinfonie aufgreifen. Die Spannung steigt und explodiert endlich in das Eröffnungsthema hinein, untermalt von der Pauke, und die Streicher finden ihren Weg über einem pulsierenden choralförmigen Klangteppich der Blech- und Holzbläser und den Celli in pizzicato. Das Flötenthema kehrt wieder und das zweite Cello-Thema wird vom gesamten Orchester aufgegriffen. Dann beruhigt sich die Musik wieder. Aber diesmal führt ein sieghafter Flöten- und Hornchoral zu einer Zusammenfassung der vergangenen Themen, die das letzte Wort haben, bevor dieser Satz in einer schlichten, aber trotzdem brillanten Form schließt.
Der zweite Satz, der mit einem Nocturne beginnt, ist durch äußerste Klarheit und eine herbe, romantische und eingängige Stimmung gekennzeichnet. Der erste Teil mutet fast wie ein Walzer an, der die bisherige Dunkelheit vertreiben will, aber diese Tendenz hält sich nicht. Die Musikkritik ist sich uneins, welche genaue Form und Struktur dieser Satz überhaupt hat. Jedenfalls erinnert das vierfache Auftauchen des Hauptthemas an ein Rondo. Nach der ausgedehnten Einführung des Satzes gibt ein kurzer Moment von Helligkeit den Blick frei für die Streicher, die nun das Thema übernehmen, wobei Holz- und Blechbläser vorsichtig begleiten. Die Musik wird gegen Ende vorwärts getrieben durch ständige pizzicato-Passagen in den Celli. Schließlich endet der zweite Satz in mehreren Streicher-Eruptionen, während sich der ‚Mitternachtswalzer’ abschleift bis fast zur Unkenntlichkeit.
Der dritte Satz besteht eigentlich aus zwei verschiedenen Sätzen, die zu einem Finale zusammengefasst sind. Sibelius hat das als „Kristallisation des Chaos“ beschrieben. Die Eröffnung beinhaltet thematische Fragmente unterschiedlichen Materials aus bereits bekannten oder noch kommenden Quellen. Ein verhuschtes, intensives Scherzo geht in einen triumphalen Choral über – wieder im dominierenden C-F♯-Tritonus – was mehrfach wiederholt wird. Die Coda bringt das Choral-Thema in immer größer werdenden Dimensionen, bis die Sinfonie schließlich nach einer Zusammenfassung der Choral-Themen und einem Rausch von Streicher-Figuren und Holzbläser-Skalen abrupt mit einem C-Dur-Arpeggio-Dreiklang endet.